# Мерцедоний
Мерцедо́ний (лат. Mercedonius) — тринадцатый дополнительный месяц древнеримского республиканского календаря.
На протяжении истории римский календарь несколько раз менялся. Около 700 года до н. э. Нумой Помпилием лунный календарь Ромула был изменён таким образом, что в нём было 355 дней и 12 лунных циклов. Около 304 года до н. э. Гнеем Флавием был введён дополнительный тринадцатый месяц, который должен был привести календарь в соответствие со сменой времён года. Такая необходимость возникла из-за того, что лунный год короче солнечного года на 12¼ дней. Этот дополнительный месяц был назван мерцедонием в честь богини-покровительницы товарообмена и платежей.
Дополнительный месяц вводился после 23 февраля раз в два года и имел протяжённость поочерёдно в 22 или 23 дня, то есть существовал четырёхлетний цикл лет по 355, 378, 355 и 377 дней, что отменило соответствие года лунному циклу. В скором времени обнаружилось, что существует ошибка в календаре Флавия, и введение дополнительного месяца стало происходить по решению великих понтификов, которые злоупотребляли этой своей привилегией, удлиняя или укорачивая год по своей прихоти. Таким образом, в момент введения нового календаря Гаем Юлием Цезарем, начало года пришлось сдвинуть на 67 дней.